# کنفرانس بین‌المللی پرتوهای کیهانی
کنفرانس بین‌المللی پرتوهای کیهانی یا ICRC، کنفرانسی درباره فیزیک است که از سال ۱۹۴۷ هر دو سال یک‌بار توسط اتحادیه بین‌المللی فیزیک محض و کاربردی (IUPAP) اجرا می‌شود و جاییست که فیزیک‌دانان از تمام دنیا، حاضر می‌شوند و نتایج تجربه‌های خود را درباره پرتوهای کیهانی ارائه می‌کنند.
مقاله‌های هر کنفرانس چاپ می‌شود.سیستم اطلاعاتی اخترفیزیک ناسا، این مجموعه مقالات را جمع‌آوری کرده و آنها را در ای‌دی‌اس در کارساز وب منتشر می‌کند.

## فهرست کنفرانس‌ها
- کنفرانس ۳۱ام : ۷-۱۵ ژولای, ۲۰۰۹, ووج, لهستان (صفحه وب بایگانی‌شده  در ۱۸ سپتامبر ۲۰۱۰ توسط Wayback Machine)
- کنفرانس ۳۰ام : ۳-۱۱ ژولای, ۲۰۰۷, مریدا, مکزیک (صفحه وب)
- کنفرانس ۲۹ام : ۳-۱۰ آگوست, ۲۰۰۵, پونه, هند (صفحه وب)
- کنفرانس ۲۸ام : ۳۱ ژولای-۷ آگوست, ۲۰۰۳ تسوکوبا, ژاپن (صفحه وب)
- کنفرانس ۲۷ام : ۸-۱۵ آگوست, ۲۰۰۱, هامبورگ, آلمان
- کنفرانس ۲۶ام : ۱۹۹۹, سالت‌لیک‌سیتی, ایالات متحده
- کنفرانس ۲۵ام : ۱۹۹۷, دوربان, آفریقای جنوبی
- کنفرانس ۲۴ام : ۱۹۹۵,  ۲۸ آگوست-۸ سپتامبر, رم, ایتالیا (صفحه وب)
- کنفرانس ۲۳ام : ۱۹۹۳, کالگری, کانادا
- کنفرانس ۲۲ام : ۱۹۹۱, دوبلین, ایرلند
- کنفرانس ۲۱ام : ۱۹۹۰, آدلاید, استرالیا
- کنفرانس ۲۰ام : ۱۹۸۷, مسکو, شوروی
- کنفرانس ۱۹ام : ۱۹۸۵, لا جولا، ایالات متحده
- کنفرانس ۱۸ام : ۱۹۸۳, بنگالورو، هند
- کنفرانس ۱۷ام : ۱۹۸۱, پاریس, فرانسه
- کنفرانس ۱۶ام : ۱۹۷۹, کیوتو، ژاپن
- کنفرانس ۱۵ام : ۱۹۷۷, پلوودیو, بلغارستان
- کنفرانس ۱۴ام : ۱۹۷۵, مونیخ، آلمان
- کنفرانس ۱۳ام : ۱۹۷۳, دنور، ایالات متحده
- کنفرانس ۱۲ام : ۱۹۷۱, هوبارت، استرالیا
- کنفرانس ۱۱ام : ۱۹۶۹, بوداپست, مجارستان
- کنفرانس ۱۰ام : ۱۹۶۷، کالگری، کانادا
- کنفرانس ۹ام : ۱۹۶۵, لندن, بریتانیا
- کنفرانس ۸ام : ۱۹۶۳, جی‌پور، هند
- کنفرانس ۷ام : ۱۹۶۱، کیوتو، ژاپن
- کنفرانس ۶ام : ۱۹۵۹، مسکو، شوروی
- کنفرانس ۵ام : ۱۹۵۷, وارنا، ایتالیا
- کنفرانس ۴ام : ۱۹۵۵, گواناجواتو، مکزیک
- کنفرانس ۳ام : ۱۹۵۳, باگنیرس، فرانسه
- کنفرانس ۲ام : ۱۹۴۹, کومو، ایتالیا
- کنفرانس ۱ام : ۱۹۴۷, کراکوف، لهستان

## منبع
مشارکت‌کنندگان ویکی‌پدیا. «International Cosmic Ray Conference». در دانشنامهٔ ویکی‌پدیای انگلیسی، بازبینی‌شده در ۲۹ شهریور ۱۳۸۹.